# ویکتور دوم
پاپ ویکتور دوم (به انگلیسی: Victor II) یکی از پاپ‌های کلیسای کاتولیک رم بود که در آلمان به دنیا آمد و از ۱۰۵۵ تا ۱۰۵۷ میلادی پاپ بود.